# Jevgeni Zamjatin
Jevgeni Ivanovitsj Zamjatin (Russisch: Евгений Иванович Замятин) (Lebedjan, oblast Lipetsk, 1 februari 1884 - Parijs, 10 maart 1937) was een Russisch schrijver.

## Leven en werk
Zamjatin werd geboren in tsaristisch Rusland in 1884 in het plaatsje Lebedjan, ongeveer 200 kilometer ten zuiden van Moskou. Aanvankelijk was hij bolsjewiek en werd in 1905 al eens gearresteerd door de tsaristische politie. In 1911 publiceerde Zamjatin met “Over het leven in de provincie” zijn eerste literaire werk, in 1913 maakte hij naam met “De draak”. Tijdens de Eerste Wereldoorlog werkte hij geruime tijd in Engeland als scheepsbouwkundig ingenieur, hetgeen het verhaal “De eilandbewoners” (1917) opleverde, een satire op de hypocrisie en het puritanisme van de Engelsen.
Na de Russische Revolutie van 1917 werd Zamjatin een leidende figuur in de Russische literaire wereld: hij gaf literaire tijdschriften uit, zette literaire cursussen op en was leermeester van de non-conformistische Serapionbroeders. Zamjatin kreeg het al snel aan de stok met de dogmatische en bureaucratische bolsjewistische machthebbers en nam het op voor de ‘ketters’. "Echte literatuur kan slechts worden voortgebracht door gekken, kluizenaars, ketters, dromers, rebellen en sceptici, maar niet door nauwgezette en vlijtige ambtenaren" is een van zijn bekendste citaten.
In “De vuren van de heilige Domenicus” (1923) legt hij een overduidelijke analogie met de inquisitie.
Het gevolg van Zamjatins onafhankelijke houding was dat hij ‘de duivel van de Sovjetliteratuur’ werd. Vanaf de publicatie van zijn reeds begin jaren twintig geschreven toekomstroman “Wij” in 1929 waren de verhoudingen helemaal verstoord. Zamjatin trad zelf terug uit de schrijversbond en schreef in juni 1931 zijn beroemde “Brief aan Stalin”, die de geschiedenis van de Russische literatuur is ingegaan als een document van een grote, moedige persoonlijkheid: “Ik heb de gewoonte niet te zeggen wat op enig moment dienstig lijkt, maar wat mij op dat moment de waarheid lijkt”, legde hij uit. Zamjatin vroeg om toestemming naar het Westen te emigreren, en op voorspraak van Gorki werd hem dat, tot zijn eigen verbazing, verleend.
Zamjatin overleed in 1937, berooid en door heimwee verteerd, op 53-jarige leeftijd in Parijs.

## Wij

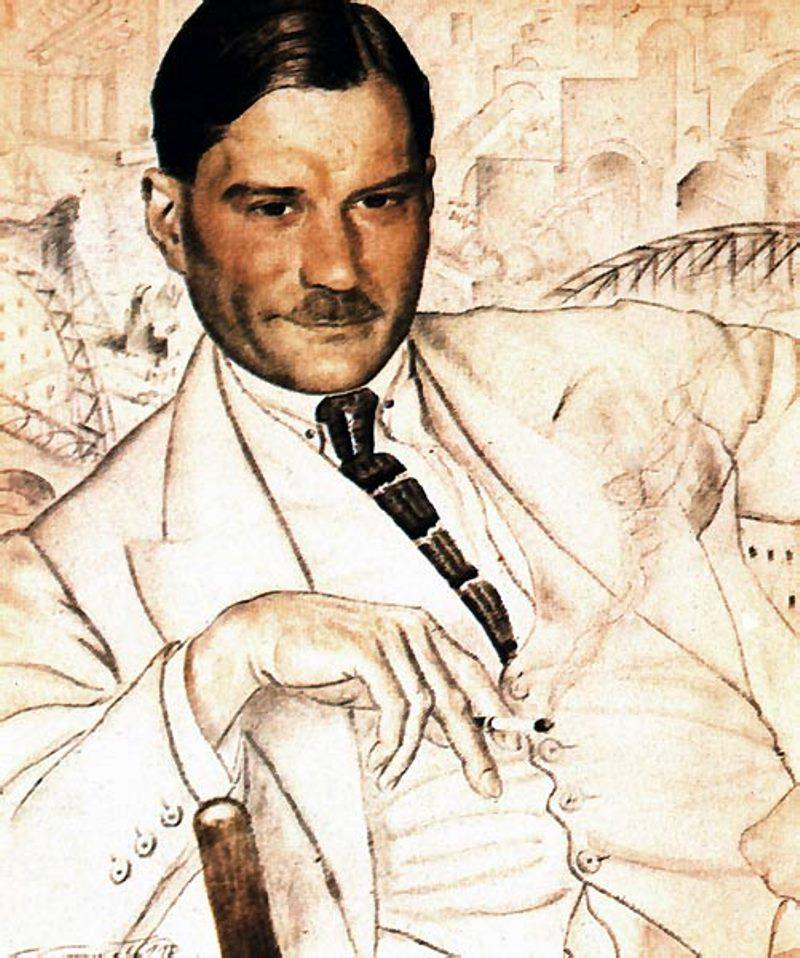
Portret door Boris Koestodiev

Zamjatins hoofdwerk is de dystopische toekomstroman Wij, die hij begin jaren twintig schreef.
Dit verhaal is geschreven in de vorm van dagboeknotities van D-503, een onderdaan van de Vereende Staat. D-503 werkt als bouwmeester en wiskundige aan ‘de integraal’, een ruimteschip waarmee voor het eerst naar andere planeten kan worden gereisd met als doel ook hen te bekeren tot de filosofie van de Vereende Staat. In zijn dagboeknotities beschrijft D-503 een totalitaire samenleving die kunstmatig afgescheiden is van de buitenwereld en wordt geregeerd door de mathematische filosofie van ‘de Weldoener’. De bewoners wonen in glazen woningen en leven volgens een minutieus geregeld schema. Microfoons en elektronische ogen in glazen ogen bewaken alles en iedereen. Weerbarstige elementen worden terechtgesteld. Honger en liefde bestaan niet meer, bijgevolg is er geen onrust en zijn de mensen gelukkig. Dit tot D-503 verliefd wordt op een vrouw, I-330, die ware gevoelens in hem wakker roept en hem wint voor de oppositie. Hij beraamt een aanslag op ‘de Weldoener’, wordt echter verraden en voor straf aan een hersenoperatie onderworpen, waarbij zijn fantasie zal worden weggesneden.
Wij was een belangrijke inspiratiebron voor Aldous Huxleys Brave New World (1932) en George Orwells 1984 (1948). De roman was ook de grondlegger van de dystopie als genre.